# TweetDeck
TweetDeck（ツイートデック）は、Twitterの公式Webアプリケーションである。カラムと呼ばれる「列」ごとにソーシャルメディアの友達や話題を割り当てて分類して一覧表示できる。整理された状態で表示でき、混乱を避けることが出来る。2023年8月に「X Pro」へ名称を変更した。

## 概要
TweetDeckはもともとはTweetDeck社の製品で黄色いアイコンが目印だったが、その後はTwitter社に買収されてTwitterの公式クライアント・アプリケーションの1つとなり、青いアイコンになっていた。Google Chromeなどで動くWeb版や、Web版をURLではなくアイコンで起動するChromeアプリ版、Microsoft WindowsやMacintoshで動くネイティブ・アプリケーション版などがあった。TweetDeckの特徴はカラム（列）による分類表示であり、WEB版では13種類のカラムを追加できる。「アクティビティ」カラムなどTwitter由来の機能が多いが、TweetDeck独自の機能もある。例えば「スケジュールド」カラムは投稿時に時計アイコンをクリックして投稿時間を指定したツイートの一覧であり、予約投稿が完了するまで表示される。
TweetDeckはソーシャルメディア・ダッシュボードと呼ばれるアプリケーションの一種でもある。ダッシュボードとは「1つ以上の目標達成のために最も重要な情報を、一目で監視し理解できるように、一つのスクリーン上に統合して配置することで視覚的に表現したもの」である。TweetDeckではカラムを使って、複数のソーシャルメディアやリスト、検索結果などを画面上に統合し一目で見ることが出来るようにしている。
イーロン・マスクによるTwitterの買収を経てTwitterからXに変更され、TweetDeckもX Proとなって現在に至る。

## 歴史
TweetDeckを開発したのは、イギリス人のイアン・ドッズワース（Iain Dodsworth）である。ドッズワースはTwitterでフォローしている30人の発言をきちんと把握してノイズの中から友達の発言を探したり、何ページもある徹夜の議論を追いかけるためには分類表示が必要だということに気づいた。ドッズワースはAdobe Flexのプログラマだったので、2008年にAdobe Integrated Runtime（AIR)でTweetDeckの開発を始めた。2009年9月頃にはTwitterの他にFacebookやMySpaceに対応し、複数のソーシャルメディアへのマルチポストやフィルタリング表示、TweetDeck Accountによる複数のPCの同期などが出来るようになっていた。TweetDeckは大人気となり、Twitterの年間キーワード・ランキング（技術部門）の第3位に入るほど注目された。
2009年は携帯からTwitterへのアクセスが急増した年だった。
Twitter社はサードパーティのTweetieを買収してTwitter for iPhoneとして公開したが、TweetDeckもiPhone版をリリースし、モバイルアクセスのシェアの約2割を獲得した。2010年はTwitterの仕様変更が続いた。TweetDeckはOAuthやUser Streams APIにいち早く対応し、iPadやAndroid、Google Chrome版を発表した。2011年2月、UberMediaがTweetDeckの買収を発表した。UberMediaは人気の高いサードパーティークライアントを買い集めており、Twitter社の逆鱗に触れた。事態は急展開し2011年5月、TweetDeckはTwitter社に4000万ドルで買収された。大幅なリニューアルが行われ、開発言語や仕様が変わった。まず見直されたのはAIRである。AIRはマルチOSが可能だがChromeやVistaなどの対応に難点があり、開発初期からジャンプやウィンドウのサイズ変更などのプログラミングに苦労していた。Twitter社は開発言語をQtフレームワークに変更して、TweetDeckをネイティブアプリケーションに作り変えた。対応するソーシャルメディアの範囲も変わった。従来はMySpaceやLinkedIn、Foursquare、Google Buzzなどのソーシャルメディアに幅広く対応していたが、TwitterとFacebook以外のソーシャルメディアは打ち切られた。
2012年の時点では、TweetDeck Accountの仕組みは残り、Web版やGoogle Chromeアプリ版、パソコン版で「アクティビティ」などの新機能に対応するための開発が続いていた。Android版の開発も進行中との噂があったが、2013年にAndroid版やiPhone版の打ち切りが発表され、Facebookの対応も終了した。またイアン・ドッズワースが退社し、ユーザーインターフェースも変わった。2022年7月に最後の単体アプリケーション、macOS版の提供を終了した。

## 沿革
- 2008年6月 - イアン・ドッズワースがAIR版の開発を始めた。
- 2009年
  - 3月 - Facebookに対応した[23]。
  - 9月 - MySpaceに対応した[24]。
  - 11月 - LinkedInに対応し[25]、iPhone版を公開した[26]。
- 2010年
  - 3月 - iPad版を公開した[27]。
  - 5月 - Google BuzzとFoursquareに対応した[28]。
  - 8月 - Android版を公開した[29]。
- 2010年12月 - ChromeDeck版を公開した[30]。
- 2011年
  - 4月 - TweetDeck Web版を公開した[30]。
  - 5月 - Twitter社に買収された[14]。
  - 12月 - Qt版を公開し、MySpaceなどの対応を打ち切った[15]。
- 2012年3月 - セキュリティの問題が発生したとの噂があり、サービスを半日停止した[31]。
- 2013年
  - 3月 - TwitterのAPI変更により[32]、AIR版、Android版、iPhone版の開発を終了[19]。
  - 5月 - Android版やiPhone版の提供を終了し[33]、Facebookの対応を打ち切った[19]。
- 2016年4月 - Windows版の提供を終了した[34]。
- 2021年7月 - 一部のユーザーに対し、デザインと機能を大幅に変更したバージョンのテストを開始した[35]。
- 2022年7月 - macOS版の提供を終了し、Web版のみとなった[22]。
- 2023年
  - 7月 - 2021年7月からテストを行っていたバージョンを正式にリリースし、旧バージョンを利用していたユーザーに対しても新バージョンを適用した[36]。また、TweetDeckの利用をTwitter Blueに加入しているユーザーに限定すると発表した[37]。
  - 8月 - サービス名がX Proに変更されるとともに、利用をX Premium（旧Twitter Blue）に加入しているユーザーに限定した[38]。